# 李基赫
李基赫（1985年5月27日—），韓國男演員。2016年4月6日加入JYP娛樂。

## 影視作品

### 演員

#### 電視劇
- 2018年：tvN《機智牢房生活》飾演 獄警
- 2018年：JTBC《素描》飾演 受害者李珍英的丈夫
- 2018年：SBS《油膩的Melo》飾演 羅梧直
- 2018年：SBS《致親愛的法官大人》飾演 崔民國
- 2019年：tvN《自白》飾演 李賢俊
- 2020年：MBC《李小姐知情》飾演 李明元
- 2022年：SBS《社內相親》飾演 申政宇
- 2022年：MBC《還有明天》飾演 林愈和的丈夫

#### 電影
- 2004年：《愛上蛋白質女孩》
- 2010年：《英雄本色：無敵者》
- 2014年：《不速之客》飾演 善圭
- 2014年：《511號》飾演 泰英
- 2015年：《树懒》飾演 政勳
- 2015年：《屍檢》飾演 照片中的士兵
- 2015年：《那年，最寧靜的大海》飾演 慶修
- 2016年：《海市蜃樓》飾演 成俊
- 2016年：《那孩子在這》
- 2017年：《玻璃庭院》飾演 成淶
- 2018年：《床底下的故事》
- 2019年：《Taxing Day》
- 2019年：《剎那愛》飾演 池河俊
- 2019年：《小鳥》飾演 斗英
- 2021年：《木火土金水》飾演 道恩
- 2022年：《Mind Universe》飾演 善宇

#### 音樂錄影帶
- 2015年：Mot《먹구름을 향해 달리는 차 안에서》
- 2015年：WE'D《Unhappy》

### 幕後

#### 電影
- 2019年：《出國審查》（導演、劇本、剪輯）
- 2020年：《方法演技》（導演、劇本、剪輯）
- 2021年：《薔薇》（導演、劇本、剪輯、美術）

## 獎項
- 2021年：首爾國際飲食電影節—五感滿足韓國短片競賽特別提及（《方法演技》）

## 外部連結
- 李基赫在韩国电影数据库（KMDb）上的資料（韓語）
- 李基赫的Instagram帳戶
- JYP官方頁面
- L'July娛樂的官方網站 （页面存档备份，存于）
- 李基赫 （页面存档备份，存于）在Daum上的資料